# Cercle de pedres de Castlerigg

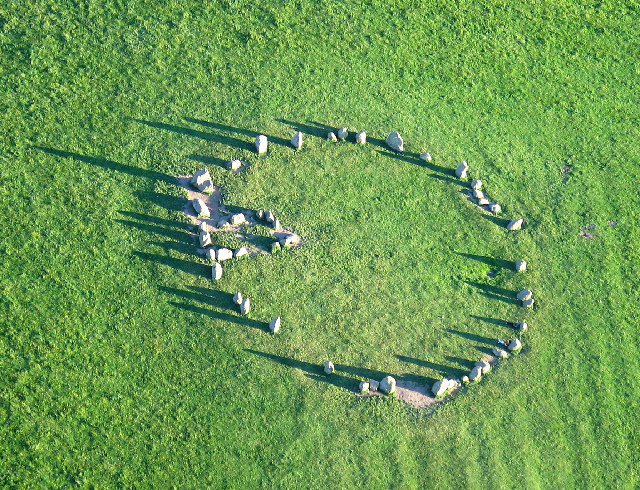
Vista aèria del cercle de pedres de Castlerigg, 11 de juliol de 2005 a les 20.13

El cercle de pedres de Castlerigg, prop de Keswick a Anglaterra, és un dels cromlecs més grans d'Anglaterra i el que té, probablement, l'assentament més imposant de tots, a més de ser el més visitat de Cúmbria. Cada any, milers de persones recorren un curt tros entre Keswick i l'altiplà de Castlerigg Fell i Chestnut Hill, on és el monument. Aquest altiplà és el centre elevat d'un amfiteatre natural creat pels turons dels voltants i des de dins del cercle es poden veure alguns dels cims més alts de Cúmbria: Helvellyn, Skiddaw, Grasmoor i Blencathra.

## Toponímia
El nom castle prové d'una confusió de Stukeley en transcriure el nom quan el visità al 1725 i li esmentaren Keswick Carles.

## Descripció
Les pedres són de pissarra local, disposades en un cercle aplatat, de 32,6 m al diàmetre més ample i 29,5 m a la part més estreta. La pedra més pesada s'ha calculat en unes 16 tones i la més alta fa aproximadament 2,3 m. Hi ha una obertura de 3,3 m d'ample a l'extrem nord, que podria ser-ne una entrada. Dins del cercle, confrontant al quadrant oriental, hi ha una configuració més o menys rectangular d'altres 10 pedres. El cercle es construí, probablement, al voltant del 3200 ae (finals del Neolític, principis de l'edat del bronze), per la qual cosa és un dels primers cercles de pedra anglés i, possiblement també d'Europa. És important per als arqueoastrònoms, que han assenyalat que la sortida del sol durant l'equinocci de tardor coincideix amb el cim de Threlkeld Knott, un pujol a 3,5 km a l'est. Algunes pedres del cercle s'han alineat amb l'eixida del sol en ple hivern i diverses posicions lunars.
Hi ha una tradició que diu que és impossible explicar el nombre de pedres de Castlerigg, cada intent obté una resposta diferent. Aquesta tradició, però, podria no allunyar-se massa de la realitat. A causa de l'erosió del sòl al voltant de les pedres, pel gran nombre de visitants al monument, diverses pedres més petites han "aparegut" al costat d'algunes pedres més grans. A causa que aquestes pedres són molt petites, és probable que s'usaren per a recolzar-ne les més grans quan el cercle es construí i haurien estat enterrades. Les diferències d'opinió quant al nombre exacte de pedres a Castlerigg depenen de l'observador, segons tinga en compte aquestes pedres de suport, o no, alguns en compten 38 i altres 42. El nombre oficial de pedres, com es representa al plafó d'informació de l'English Heritage situat al monument, és de quaranta, i altres autors indiquen que romanen 38 pedres de les 42 originàries que formaven el monument, 32 de les quals són les que romanen dempeus. Entre els confosos es troba Stukeley, que esmenta un nombre de 50 pedres.
Al s. XX, un llaurador erigí una pedra aïllada a uns 90 m al sud-oest de Castlerigg. Aquesta pedra té moltes cicatrius lineals al llarg del costat, aparentment per colpeig repetit d'una arada, la qual cosa suggereix que alguna vegada estigué soterrada i per què l'agricultor la desenterrà. No és possible dir si aquesta pedra era originàriament part del cercle, o simplement una roca dipositada de manera natural.

## Interpretacions arqueològiques

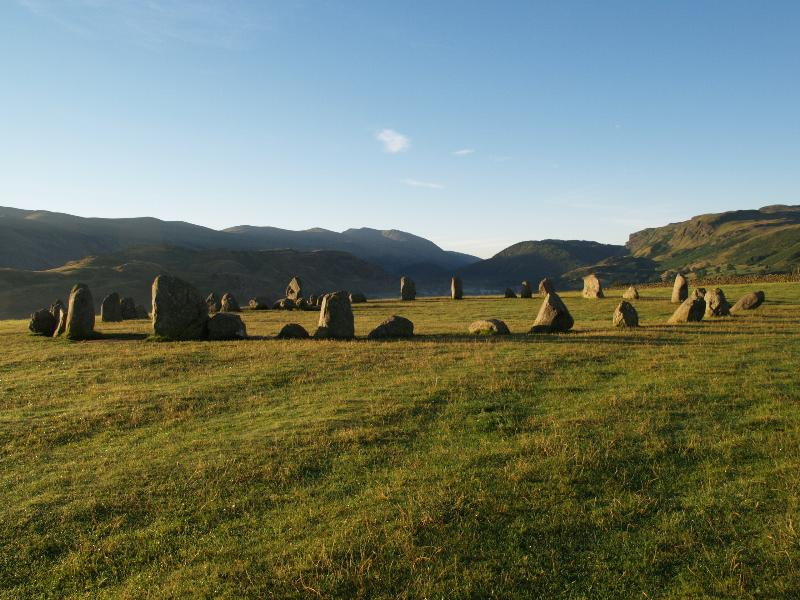
Cromlech de Castlerigg, abril de 2005

La motivació de la construcció de Castlerigg, la seua utilització posterior i com pot haver canviat amb el temps, no es coneix amb certesa. La creença actual ha vinculat Castlerigg amb la indústria de la destral de Langdale del Neolític als propers erms de Langdale, amb el cercle actuant com a lloc de trobada on aquestes destrals serien objecte de comerç o intercanvi. Aquestes destrals es troben ritualment dipositades sovint en tota Anglaterra, la qual cosa suggereix que el seu ús anà més enllà del simplement pràctic. A causa d'això, l'intercanvi o comerç de destrals de pedra no hauria estat possible sense fer abans un ritual o cerimònia. El cercle de pedra de Castlerigg podria haver estat l'espai on es feien aquests rituals i cerimònies.

## Estudi de Castlerigg per antiquaris
Dos dels primers antiquaris d'Anglaterra, John Aubrey (1626-1697) i William Camden (1551-1623), visitaren Cúmbria per tal d'estudiar els monuments megalítics de la zona. Tots dos descriuen Long Meg and Her Daughters, un altre cercle de grans pedres, i replegaren la llegenda local associada a aquest monument, però cap d'ells esmenta haver visitat Castlerigg o l'àrea al voltant de Keswick. John Aubrey fou també el primer escriptor a connectar erròniament els monuments megalítics del Neolític i l'edat del bronze amb els druides de l'edat del ferro.
A principis del s. XVIII Castlerigg cridà l'atenció del públic en general, quan William Stukeley (1687-1765) visità el lloc, al 1725.

El que relata Stukeley de la seua visita a Castlerigg és breu i es publicà en el seu Itinerarium Curiosum el 1776, 11 anys després de la seua mort. La visita de Stukeley és important, perquè és el registre escrit més antic del cercle de pedra de Castlerigg:
| «                               | ...una milla abans d'arribar a Keswick, en un turó enmig d'una gran concavitat d'aquests agrests monts, i no lluny de la riba del riu Greata, vaig observar una altra obra celta, molt completa: té 100 peus de diàmetre, i es compon de quaranta pedres, algunes molt grosses. A l'extrem est hi ha una tomba, feta d'altres pedres, en nombre de deu: aquesta es col·loca a l'extrem est del cercle, i a dins: algunes s'han mogut una mica respecte de la seua primera localització: l'anomenen Carsles i, de manera degenerada, supose, Castle-rig. Sembla que hi ha un altre cercle més ampli als prats junt a la ciutat. | » |
| — (Stukeley, 1969 vol. II, 48). | |   |

Stukeley pogué descriure el cercle en la forma actual, ja que ha canviat poc en tres segles des de la seua visita. El recinte rectangular dins del cercle, que Stukeley identificà com una tomba, encara està compost per 10 pedres. No és clara, però, la raó per la qual Stukeley cregué que al cercle no li faltava ni una sola pedra. Hui dia hi ha grans buits al cercle, la qual cosa suggereix que s'han mogut algunes pedres a una posició diferent (possiblement després de la caiguda de la pedra) o se n'han retirat. No hi ha certesa quant a l'aparença original del cercle, o com ha pogut canviat en els mil·lennis anteriors, abans de la visita de Stukeley. Es creu, però, que el cercle es manté en un estat relativament intacte, no lluny del disseny originari.
L'observació de Stukeley d'un segon cercle en el següent terreny és una gran revelació que col·loca les pedres de Castlerigg en un nou context.

## Elseglexix

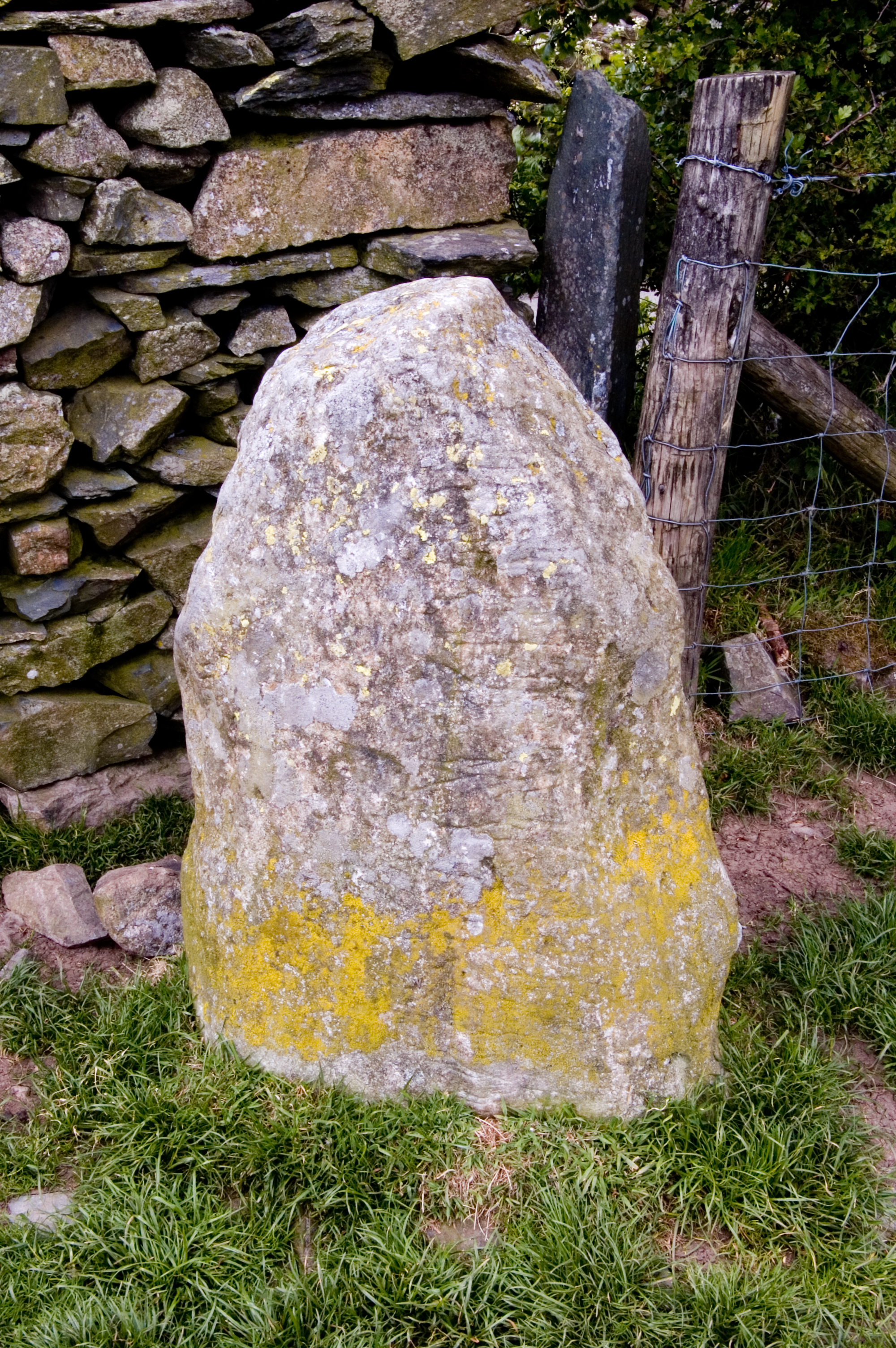
Pedra aïllada del cercle de Castlerigg que mostra possibles danys causats per arada

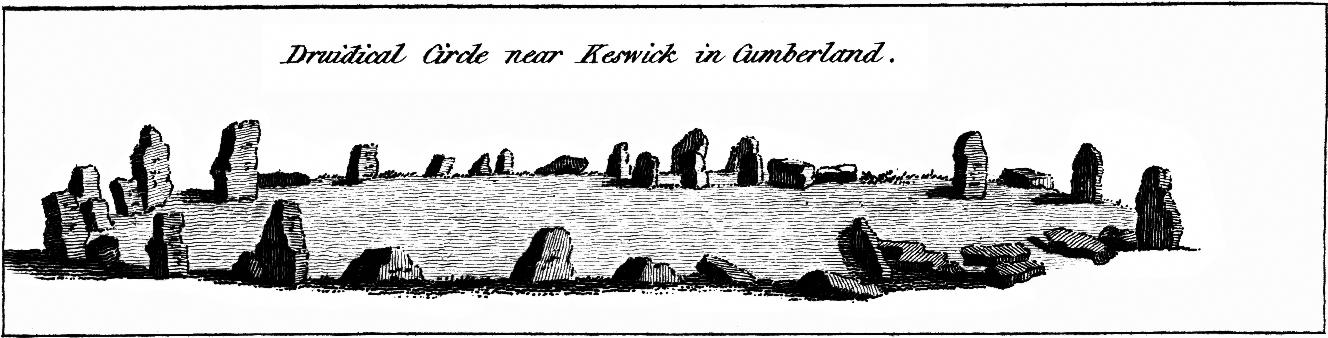
Cercle druídic prop de Keswick a Cúmbria. F. Grose, 1783

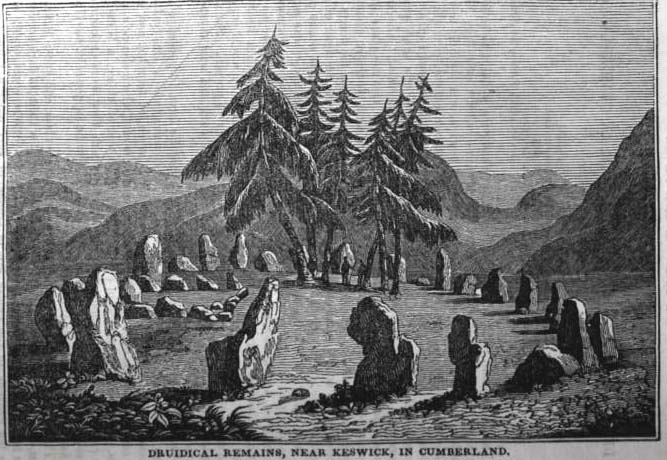
Restes druídiques, prop de Keswick, Cúmbria, Robert Sears, 1843

El paisatge aparentment verge i atemporal on se situa el comlec de pedres de Castlerigg ha servit d'inspiració a poetes, pintors i escriptors romàntics del s. XIX. El passatge de l'Hyperion de John Keats "L'escassesa d'imatges de la vida, una ací, una altra allà,/ jauen grans i de costat, com un circ trist/ de pedres druides, en un erm desolat..." s'ha indicat que s'inspirà en la seua visita a les pedres, que sembla que el van impressionar. Samuel Taylor Coleridge, el 1799, visità Castlerigg amb William Wordsworth i n'escrigué que a una milla i mitja de Keswick hi ha "...un cercle druídic [on] les muntanyes són una rere d'altra, en disposició ordenada com si estigueren convocades i atentes a l'assemblea dels mags blancs".

Una primera descripció del cromlec de Castlerigg es pot trobar en el llibre de 1843 The Wonders of the World in Nature, Art and Mind, de Robert Sears. En aquest passatge, Sears també cita una descripció anterior del cercle d'Ann Radcliffe:
| « | «El cercle druídic, representat en la làmina, és al cim d'un turó accentuat i dominant denominat Castle-Rigg, a una milla i mitja a l'antiga carretera que discorre des de Keswick, sobre els pujols de Penrith, una situació tan salvaje, vast i bella, que no es pot, tal vegada, trobar millor manera de transmetre la sensació que adoptant les paraules de la cèlebre escriptora Sra. Radclifle, qui, viatjant per ací fa anys, descrigué l'escena: “Tal volta perquè el nostre judici”, diu ella, “fos influenciat per l'autoritat d'una elecció de druides, o que el mateix lloc ens ho transmeté, pensàrem que és el lloc més grandiós de tots els que hem visitat fins ara. No hi ha ni un sol objecte en l'escena que interrompa el to solemne de sentir-se impressionada pel seu caràcter general de profunda solitud, grandesa i tremend estat salvatge. Castle-Rigg és el pont central de tres valls que atrau directament la mirada, i les muntanyes formen part d'un amfiteatre, que es completa amb els Borrowdale a l'oest, i pels penya-segats de Skiddaw i Saddleback, prop del nord. El matís que impregna totes les muntanyes és el de bruc fosc o la roca, que es llancen amb totes les seues formes i direccions que la imaginació permet, i a aquella distància permet a tota la seua grandesa prevaler. Tal reclusió i sublimitat s'adapten bé als foscos i fantàstics misteris dels druides”.» | » |

Sears continua amb la seua descripció:
| «                          | «L'ací representat n'és dels primers, o de tipus simple, i consta, en l'actualitat, d'unes quaranta pedres de diferents grandàries, totes o la majoria, de granit fosc, la més alta d'uns dos metres, algunes de poc més d'un, i altres considerablement menys i els pocs avets al centre són, per descomptat, de creixement molt modern. La forma pot, amb més propietat, dir-se un òval, de trenta-cinc metres en una direcció, i trenta-tres metres en l'altra, que s'assimila a la de Rollrich exactament, però el que el diferencia de totes les altres restes druídiques de la mateixa naturalesa és el recinte rectangular al costat est del cercle, que abasta un espai d'uns vuit metres per quatre. El seu objecte és qüestió de conjectures; uns suposen que ha estat una mena de capella, on es reunien els druides, separats del món, per fer-hi els seus ritus, endevinacions, o seure en el consell per determinar les controvèrsies; altres consideren que ha tingut fins funeraris, probablement podria haver-ne estat destinat per a ambdues coses.» | » |
| — (Sears 1843, p. 519-523) | |   |

El final del s. XIX veié un augment en la recerca del cercle de pedres de Castlerigg. C. W. Dymond visità el cercle el 1878 i 1881, i realitzà el primer pla precís de les pedres. N'indicà l'existència d'una fita interna, clarament visible llavors, però s'havien perdut les altres dues fites observades per Benjamin Williams[14] al 1856, per la qual cosa aquests dos elements no s'han definit de manera precisa mai.

L'única excavació arqueològica coneguda a Castlerigg la feu W. K. Dover el 1882, un any abans que el lloc fos catalogat. N'enfocà l'excavació dins el recinte rectangular del costat oriental del cercle i el relat d'aquesta excavació és breu i sense detalls, en un viatge d'un dia al cercle el 5 d'octubre de 1882, per membres de la Societat Arqueològica d'Antiquaris de Cumberland i Westmorland i que es publicà el 1883:
| «                     | «Abans de la visita de la Societat se n'havien fet algunes excavacions amb la supervisió del Sr. W. Kinsey Dover, per tal de trobar si el subsol revelava alguna cosa que poguera dur a alguna conclusió sobre l'edat o l'objecte del cercle. L'informe següent és del Sr. Dover: longitud del recinte dins del cercle de pedra de Keswick, 22 peus, en la direcció est a oest; 11 pies, nord a sud. Longitud de la part oberta, 18 a 19 peus; ample, 3 peus i 3 pulzades, amb dos talls transversals d'uns 2 peus. La profunditat del sòl superficial fosc fins on el sòl no alterat groc apareix, 14 polzades, tret d'una petita porció a l'extremo oest, on el terra negre barrejat amb pedres continua fins a una profunditat de 3 peus. A la banda inferior, he trobat el que crec que són unes peces menudes de fusta cremada o carbó, també una mena de terra fosca untuosa, en duguí sengles mostres.» | » |
| — (Dover, 1883, 505). | |   |

El que succeí després amb les mostres de "fusta cremada o carbó" i "la terra fosca untuosa" es desconeix; es perdrien o estarien tan contaminades que no valdrien la pena per a una anàlisi científica moderna. L'excavació de Dover, però, és l'única que s'ha dut a terme a Castlerigg. Alguns creuen que, sobre la base de les dimensions indicades per Dover, que si hi ha alguna estratigrafia en el rectangle potser no estiga totalment destruïda i el potencial de crear una seqüència relativa entre el cercle i el recinte es pot mantenir com una possibilitat. És poc probable que es permeten noves excavacions al voltant de les pedres perquè no està ni amenaçat per l'agricultura ni pel desenvolupament i l'erosió de la superfície del sòl pels molts visitants.

## Recerques recents

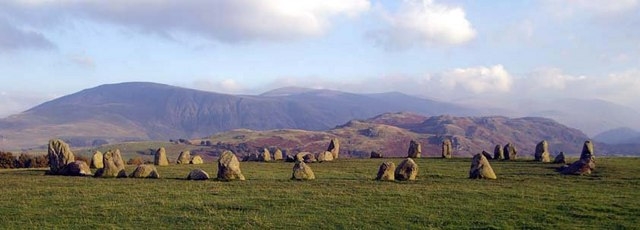
El cromlec amb les muntanyes al fons: The Dodds, Clough Head, High Rigg, etc.

Gran part del nostre coneixement i comprensió del cercle de pedres de Castlerigg s'ha transmés pel treball dels antiquaris del s. XVIII i afeccionats del XIX. Tenint en compte que els comlecs de Cúmbria, en general, són els primers cercles de pedra d'Europa, és sorprenent que s'haja investigat tan poc.
Des de la dècada de 1960, Aubrey Burl i Alexander Thom contribuïren significativament a aquest tema, en bàndols oposats quant a la interpretació de la seua finalitat i significat. Les obres de Burl recolzen la idea que els cercles de pedra els construïren els camperols primitius, i que la geometria dins del cercle o alineaments astronòmics són pura coincidència o simbologia de la natura. Thom, en canvi, és un defensor de la teoria que els constructors de cercles eren astrònoms i matemàtics experts i suggereix que aquestes habilitats es poden veure en tots els cromlecs arreu. Tot i que cap de les obres de Burl ni de Thom tracta en exclusiva de Castlerigg, sí que tracten de situar tots els cercles de pedra de Gran Bretanya en un context i d'explicar-ne la finalitat.
English Heritage sotmeté la zona i el terreny immediat a l'oest a un estudi geofísic al 1985 per tal de millorar la comprensió del cromlec i proporcionar-ne una millor interpretació. Encara no se n'ha publicat un informe complet dels resultats del 1985.
El 2004, la Dra. Margarida Díaz-Andreu, del Departament d'Arqueologia de la Universitat de Durham, encarregà un estudi de les pedres de Castlerigg en resposta a les demandes pel suposat art rupestre prehistòric descobert allí. Emprà una tècnica de recerca pionera que usava un làser per formar imatges en tres dimensions de la superfície de les pedres. Només s'hi descobriren grafits moderns, cap rastre dels presumptes gravats d'art prehistòric.

## Conservació de la història
El 1883, el cromlec de Castlerigg fou catalogat, i esdevingué un dels primers monuments antics registrats a Gran Bretanya i Irlanda, i ocupà així un petit lloc en la història de la conservació arqueològica. El 1913, Canon Hardwicke Rawnsley, un dels fundadors de la National Trust, fou un dels organitzadors d'una subscripció pública que comprà el terreny en què es troba el cercle de pedres, que després donà al National Trust.